# Malesia britannica

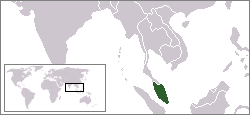
Estensione della Malesia Britannica tra il 1909 e il 1946.

Il termine Malesia Britannica (in inglese British Malaya) indica un gruppo di stati della Penisola Malese che furono sotto controllo britannico dal XVIII secolo alla prima metà del XX. Questi possedimenti non erano sottoposti ad un'unica amministrazione: infatti la Malesia Britannica comprendeva
gli Stabilimenti dello Stretto, gli Stati Federati di Malesia e gli Stati non federati di Malesia.
La Malesia Britannica cessò di esistere nel 1946, quando per semplificare l'amministrazione, l'intera regione (con l'eccezione di Singapore) andò a costituire l'Unione malese. Quest'ultima si dissolse ancora nel 1948, quando venne rimpiazzata dalla Federazione della Malesia. Infine ottenne l'indipendenza il 31 agosto 1957 e nacque così parte l'attuale Malaysia, che in seguito si sarebbe ulteriormente allargata includendo il Borneo britannico nel 1963.
La Malesia Britannica fu il maggior produttore mondiale di stagno e gomma.